# Harem dans le Proche-Orient ancien
Les souverains des royaumes du Proche-Orient ancien, polygames, ont disposé de harems dans l'enceinte de leurs palais. Bien que l'emploi de ce terme repris à partir de l'exemple de l'Empire ottoman soit parfois contesté, il est manifeste que les épouses et concubines du roi étaient confinées dans un espace qui leur était réservé, régi par des règles strictes, qui rappelle par beaucoup d'aspects ce qui se passait chez les Ottomans.
Le plus ancien exemple de harem proche-oriental est celui d'Ebla, en Syrie, au XIVe siècle av. J.-C.. Pour le début du IIe millénaire av. J.-C., le harem des rois Yasmah-Addu et Zimri-Lim de Mari est le mieux connu de tous. Quelques sources nous donnent des informations sur ceux des rois de la seconde moitié du IIe millénaire av. J.-C., tandis que les harems des rois néo-assyriens (911-612 av. J.-C.) sont mal connus.

## Constitution

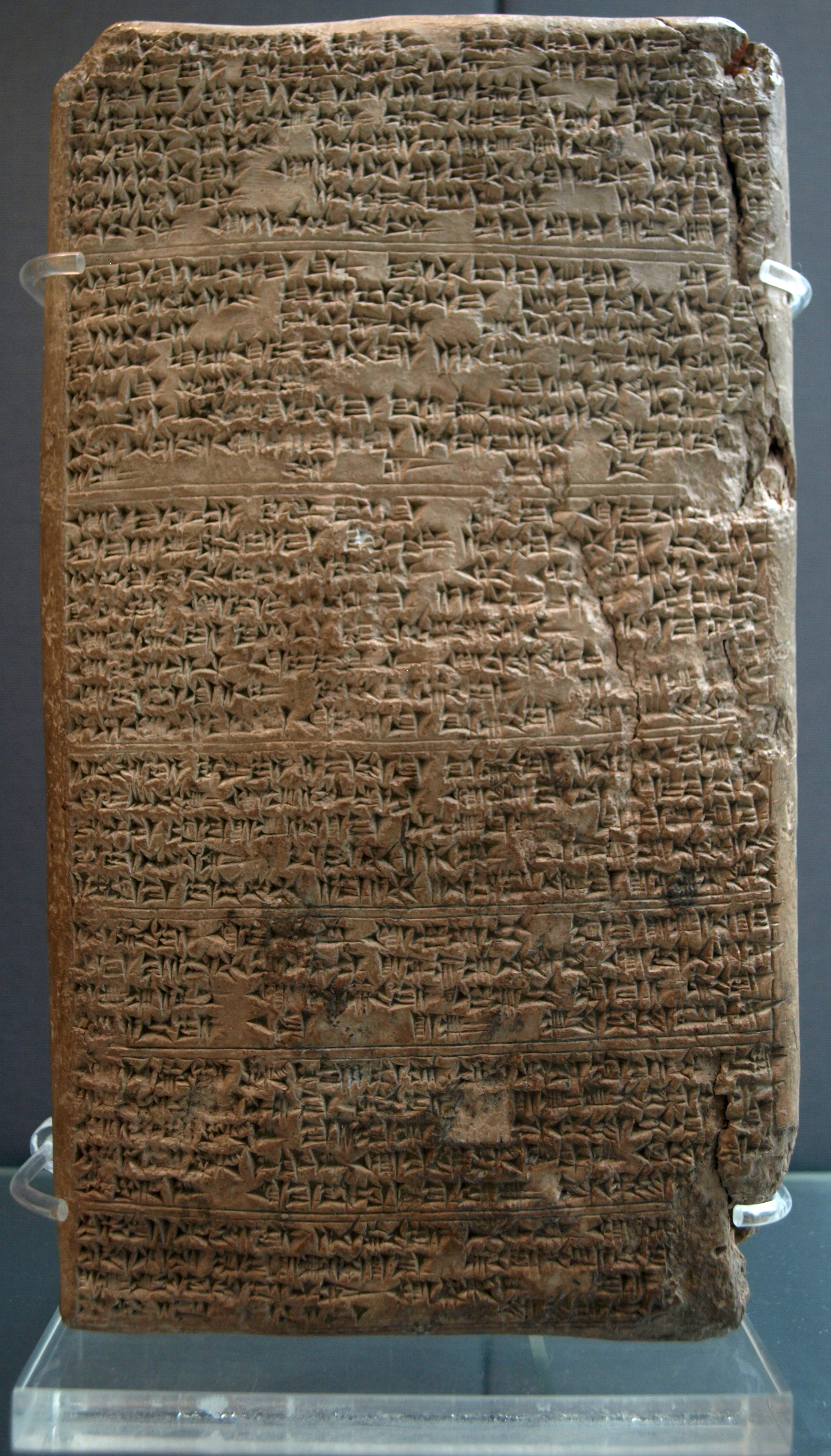
Une des lettres d'Amarna envoyée par Tushratta du Mitanni à son homologue égyptien Amenhotep III, concernant le mariage de la fille du premier (Taduhepa) avec le second, British Museum.

Les femmes résidant dans le harem pouvaient y être entrées par plusieurs moyens.
En premier lieu, les mariages diplomatiques. Les souverains amis avaient l'habitude de contracter des alliances matrimoniales. Un souverain donnait une de ses filles (accessoirement une sœur) à un autre, ou bien on mariait les enfants des deux rois (plus rare). Ceci servait à renforcer les liens entre les deux cours. Les mariages diplomatiques se déroulent sur un pied d'égalité quand on a deux souverains de rang égal (homogamie), ou bien de manière inégale quand un suzerain donne à marier une de ses filles à un vassal (hypogamie), ou à l'inverse quand c'est le vassal qui donne une de ses filles à son suzerain (hypergamie). Dans ces deux derniers cas, il est possible que la décision soit prise de manière autoritaire par le suzerain. Toutefois, ces alliances font généralement l'objet de négociations. C'est évidemment toujours l'épouse qui va rejoindre le harem de son mari.
Les souverains épousent également les filles de leurs grands dignitaires. C'est le cas des rois néo-assyriens, dont les épouses principales sont généralement d'origine assyrienne.
Un autre moyen d'obtenir des femmes pour un harem est la victoire militaire. Un souverain victorieux peut demander une ou plusieurs femmes (qu'elles soient de sa famille ou non) au vaincu. Quand il s'empare d'un royaume en éliminant le roi ennemi, il peut également récupérer son harem. Plus pacifiquement, un roi nouvellement intronisé peut aussi reprendre des femmes du harem de son prédécesseur.
Il apparaît donc que la taille du harem dépend beaucoup du prestige et de la puissance du souverain, les plus influents sur le plan diplomatique et les plus forts sur le plan militaire n'ayant aucun mal à obtenir des femmes. D'après les textes de l'époque, celles-ci doivent avant tout répondre à un critère : être belles (en akkadien damiqtu(m), littéralement « bonne »). Le roi envoie généralement un émissaire pour attester de la beauté de sa future épouse. Dans les faits, les intérêts diplomatiques guident généralement le choix, même si les grands rois ont la possibilité d'obtenir une femme parce qu'ils ont entendu dire qu'elle avait des qualités physiques remarquables. Durant les négociations de mariage entre rois de rang égal, la constitution de la dot qui accompagne la mariée occupe une place importante. Des listes de dot richement pourvues sont connues par des lettres exhumées à Mari et Tell el-Amarna.

## Organisation
Les femmes du harem royal étaient logées dans une partie spécifique du palais, dans la zone « privée ». Dans le palais royal de Zimri-Lim de Mari, c'était vraisemblablement le secteur nord-ouest. Dans les palais assyriens, le harem se trouvait dans le bītānu, l'espace privé. Il arrivait aussi qu'il existe des harems dans des palais provinciaux.
Les rois ayant en général plusieurs palais situés dans des villes provinciales en plus de leur capitale, ils y disposaient de ce fait de plusieurs harems, où étaient installées des épouses secondaires et concubines. C'était le cas dans le palais de Nuzi, ville provinciale où étaient installées une reine, des épouses secondaires et des concubines du roi d'Arrapha, dont l'épouse principale était dans le palais de la capitale. Il semble également que les rois d'Ur III aient également disposé de harems dans plusieurs palais.
L'organisation interne du harem nous est connue par plusieurs sources : listes des rations attribuées aux femmes qui y résidaient (à Ebla, Mari, et aussi Persépolis), la correspondance de cour, et un document très important : les édits de cour médio-assyriens, qui régissent la vie à l'intérieur du palais et du harem (« édits de harem »).
Les femmes du harem sont hiérarchisées. En tête viennent l'épouse principale du roi et la reine-mère, qui sont parfois chargées de diriger le harem. Ensuite, on trouve les princesses et les autres épouses, sans oublier les fils du roi en bas âge. On trouve ensuite les concubines, appelées « musiciennes » à Mari, et aussi des « apprenties musiciennes », probablement des enfants. Le reste du personnel est de type domestique : servantes, chambrières, nourrices, cuisinières, scribes, portières, etc.
Quelques hommes sont admis au harem, en dehors des jeunes princes. Les eunuques ne sont attestés avec certitude que dans la seconde moitié du IIe millénaire av. J.-C., dans les édits médio-assyriens. Ils prennent une grande importance politique à la cour néo-assyrienne (911-612 av. J.-C.). À Mari, le « chef de musique » peut avoir eu une place importante dans la gestion du harem. En Assyrie c'est le rab ekalli (littéralement « grand du palais », traduit parfois par « majordome ») qui surveille le harem. Les édits assyriens fixent les limites des contacts des femmes avec des hommes au strict minimum. Il est toujours important qu'elles évitent tout contact physique avec des hommes pour ne pas faire peser sur elles le soupçon d'adultère (passible de mort). Les portes extérieures du harem sont gardées par des soldats, qui n'entrent probablement pas à l'intérieur, dont l'accès était surveillé par des femmes.
Les femmes du harem pouvaient sortir du palais, faire des voyages, mais elles étaient là aussi étroitement surveillées. Un autre moyen d'avoir des contacts avec l'extérieur était la correspondance : elles disposaient de scribes, plus ou moins qualifiés en fonction de leur rang. Cela leur permettait de rester en contact avec leur famille, et également de surveiller la gestion des domaines dont elles pouvaient disposer.

## Rôle politique
Par ce qu'on connaît des harems ottomans, on a parfois voulu voir dans leurs équivalents du Proche-Orient ancien des lieux d'intrigues. Ce qu'on voit par les sources nous présente une réalité plus nuancée.
Le pouvoir des reines de premier rang, reines-mères et épouses principales, peut être fort. Elles disposent souvent de grands domaines fonciers (comme l'épouse d'Urukagina de Lagash ou encore la reine Iltani à Tell Rimah), ainsi que d'un rôle politique. Shibtu, la femme de Zimri-Lim de Mari, tient son époux informé de ce qui se passe dans sa capitale en son absence, et correspond avec ses vassaux. Puduhepa, épouse du roi hittite Hattushili III, correspond directement avec le roi égyptien Ramsès II et sa femme Néfertari. La reine assyrienne Zakutu joue un grand rôle sous les règnes de son mari Sennacherib, de son fils Assarhaddon et de son petit-fils Assurbanipal. Ces exemples sont ceux où le pouvoir d'une reine a été le plus affirmé, ils sous-tendent que l'épouse principale du souverain peut jouer un rôle politique mais ne doivent pas masquer le fait que dans la plupart des cas rien n'indique que la reine prenne joue un rôle important dans la conduite des affaires du royaume.
On dispose de plusieurs cas d'intrigues ayant eu lieu dans les harems de certains souverains : les querelles entre les deux filles de Zimri-Lim qu'il avait fait épouser à un vassal ; l'affaire du divorce d'Ammistamrou II d'Ugarit, lié à un mystérieux « péché » effectué par son épouse, qui coûte sans doute la vie à celle-ci ; et aussi l'accusation de sorcellerie qui aboutit à la disgrâce d'une reine hittite d'origine babylonienne.
Les mariages diplomatiques induisent souvent que l'épouse donnée par un roi doit jouer pour celui-ci le rôle d'intermédiaire dans la cour où elle est accueillie, et user de son influence pour pousser son mari à avoir une politique favorable à son pays d'origine. De ce fait, il est primordial qu'elle garde des contacts avec celui-ci. Au moment des négociations autour d'un mariage diplomatique, il arrive que l'on aborde le sujet du rang que doit occuper la nouvelle épouse dans son pays d'accueil : les grands souverains font souvent en sorte qu'elle devienne l'épouse principale, donc la reine en titre du pays. Un manque de respect vis-à-vis de cela pouvait aboutir à des brouilles. Les épouses devaient néanmoins lutter pour prendre ou bien conserver un rang élevé, leur position étant parfois menacée par une rivale.